# Adam Rajzl
Adam Rajzl (Dragotin, 11. svibnja 1948.), hrvatski je književnik i novinar. Piše priče, romane i pjesme za djecu i odrasle.

## Životopis
Adam Rajzl rođen je Dragotinu 1948. godine. 
Objavljivao je priče i pjesme u Modroj lasti, Radosti, SMIB-u, Cvitku, Maslačku, Hrvatskom radiju, Književnoj reviji, Reviji Đakovačkih vezova, Đakovačkom glasniku, Đakovačkom listu, Đakovačkim novinama i inima. Uvršten je u antologiju slavonskih pisaca Slava Panonije, Vladimira Rema i u Đakovačku čitanku. Svojedobno bio je glavni i odgovorni urednik Radio Đakova, Đakovačkog lista i Televizije Đakovo. Prije odlaska u mirovinu radio je u OŠ Matija Gubec u Piškorevcima. Član je Društva hrvatskih književnika i Hrvatskog društva književnika za djecu i mlade. Bio je predsjednik Kulturnog vijeća grada Đakova. Živi u Đakovu.
Neke od njegovih pjesama su uglazbljene.

## Nagrade
- 2007.: povelja uspješnosti na Danima Josipa i Ivana Kozarca, u Vinkovcima, za knjigu Ljubav pod kišobranom.
- 2008.: nagrada grada Đakova za književni rad.[4]
- 2009.: povelja uspješnosti na Danima Josipa i Ivana Kozarca, u Vinkovcima, za roman Zvonik Eve Šimunove.
- 2017.: Ministarstvo kulture - stimulacija za najbolja ostvarenja na području književnog stvaralaštva u 2016. godini za roman Mornareva žena.
- 2019.: povelja uspješnosti za književnost  na 25. Danima Josipa i Ivana Kozarca u Vinkovcima za roman "MARTIN TIŠLJER", Alfa Zagreb, 2018. god.
- 2022.: treća nagrada "Dubravko Horvatić Hrvatskog slova" za prozu u 2021.god.
- Nagrada "Josip i Ivan Kozarac"[5]
  - "Povelja uspješnosti" za zbirku "Zidni sat i druge priče" za 2022. god, Izdavači: MH ogranak u Bizovcu i "Đakovački kulturni krug",Pogovor: Darija Žilić,urednik Vjekoslav Đaniš."[6]

## Djela
- Odavde do obale, zbirka pjesama, Izdavački centar "Revija", Osijek, 1974.
- Topot bijesnih konja, zbirka priča za djecu, Školska knjiga, Zagreb, 1983.
- Kad su trešnje dozrijevale: pripovijetke za djecu, zbirka priča za djecu, Riječ, Vinkovci, 1996.
- Izgubljeno zlato, zbirka priča za djecu, Riječ, Vinkovci, 2001.
- Ljubav pod kišobranom: pjesme i priče za djecu, Matica hrvatska, Ogranak Đakovo- Društvo hrvatskih književnika, Ogranak slavonsko-baranjsko-srijemski, Đakovo-Osijek, 2007.
- Zvonik Eve Šimunove, roman, Matica hrvatska, Ogranak Đakovo-Društvo hrvatskih književnika,mo Ogranak slavonsko-baranjsko-srijemski, Đakovo-Osijek, 2008.
- Sjene na mjesečini: nastavak romana Zvonik Eve Šimunove, roman, Društvo hrvatskih književnika, Ogranak slavonsko-baranjsko-srijemski, Osijek, 2011.
- Vatrenjaci, zbirka priča za djecu, Matica hrvatska, ogranak Đakovo, Društvo hrvatskih književnika, ogranak slavonsko-baranjsko-srijemski, Đakovo, 2014.
- Mornareva žena, roman, Matica hrvatska, ogranak Đakovo, Društvo hrvatskih književnika, ogranak slavonsko-baranjsko-srijemski, Đakovo, 2016.
- Kad bi ljubav u kutiju mogla stati, pjesme za djecu,  Hrvatsko društvo književnika za djecu i mlade. Urednice : Silvija Šesto i Snježana Babić Višnjić, Zagreb 2018. god.
- Martin Tišljer, roman, Alfa Zagreb i MH ogranak Đakovo, glavni urednik Božidar Petrač, Zagreb, 2018.
- Diljske priče, biblioteka „KLEN“, pogovor dr.sc Dubravka TEŽAK, urednik Vjekoslav ĐANIŠ, nakladnik MH ogranak u Bizovcu, Bizovac, 2019.
- Debela šuma, roman, urednik Mirko ĆURIĆ, recenzent dr.sc.Milica LUKIĆ, DHK ogranak slavonsko-baranjsko-srijemski i Đakovački kulturni krug, Đakovo/Osijek 2020.god.
- Zidni sat i druge priče, pogovor Darija Žilić, urednik Vjekoslav Đaniš, nakladnici MH, ogranak u Bizovcu i Đakovački kulturni krug, Bizovac- Đakovo, 2022.god.

## Vanjske poveznice
- Adam Rajzl  Arhivirana inačica izvorne stranice od 20. siječnja 2021. (Wayback Machine), međumrežne stranice